# Gino Roncaglia (musicologo)
Gino Roncaglia (Modena, 7 maggio 1883 – Modena, 27 novembre 1968) è stato un musicologo e critico musicale italiano.

## Biografia
Figlio di Alessandro Roncaglia, letterato e musicista, capitano dei volontari del modenese nei moti del 1848.
Laureatosi in scienze naturali nel 1907, e autore di alcune pubblicazioni manualistiche in tale settore, cominciò giovanissimo la collaborazione a giornali e riviste musicali. Fra i suoi lavori, studi su Giuseppe Verdi, Gioachino Rossini, ma anche sulla scuola musicale modenese, e in particolare su Orazio Vecchi. Fra le sue opere principali, Il melodioso Settecento italiano, L'ascensione creatrice di Giuseppe Verdi, e i due libri divulgativi Invito alla Musica e Invito all'Opera, che ebbero una larghissima diffusione e conobbero diverse edizioni.
Collaboratore di molte fra le principali riviste musicali dell'epoca: Rivista Musicale Italiana, Cultura Musicale, Cronache Musicali, Il pianoforte, La Rassegna Musicale, La Scala, Musica d'oggi, e altre. Fu socio fondatore, insieme a Mario Pedrazzi, dell'Associazione Amici della Musica, che dal 1918 fino ad oggi ha invitato a Modena i più grandi interpreti e concertisti del mondo. Ha avuto vari riconoscimenti e premi, fra cui l'encomio solenne della regia Accademia d'Italia per il volume L'ascensione creatrice di Giuseppe Verdi, nel 1942, con promotori Alessandro Luzio e Pietro Mascagni.
Fu socio effettivo della Deputazione di storia patria per le antiche province Modenesi; socio effettivo dell'Accademia nazionale di scienze lettere e arti di Modena, socio effettivo dell'Accademia nazionale Luigi Cherubini di Firenze; membro del consiglio direttivo dell'Accademia Musicale Chigiana per le settimane musicali senesi. Fu amico e corrispondente di molti fra i più importanti musicisti e compositori dell'epoca, fra cui Giacomo Puccini e Pietro Mascagni.
Sconosciuta fino a pochi anni fa è stata la sua attività di compositore, che comprende opere che risalgono per lo più agli anni giovanili: romanze, suonate, concerti, sinfonie, due Opere e varia musica per grande orchestra.

## Opere principali
- Appunti musicali. Milano: Pallestrini, 1905.
- La rivoluzione musicale italiana – sec. XVII. Milano: Bolla, 1928.
- Il melodioso Settecento italiano. Milano: Hoepli, 1935.
- L'ascensione creatrice di Giuseppe Verdi. Milano: Sansoni, 1940 (seconda edizione ampliata, 1952).
- Invito all'opera. Milano: Tarantola, 1954 (seconda edizione).
- La Cappella musicale del Duomo di Modena, Firenze: Olschki, 1957.
- Invito alla musica. Milano: Tarantola, 1958 (quarta edizione).